# Świetliki (stacja kolejowa)
Świetliki – zlikwidowana wąskotorowa stacja kolejowa w Jasnej, w gminie Dzierzgoń, w powiecie sztumskim, w województwie pomorskim. Położona była na linii kolejowej z Malborka Kałdowa Wąskotorowego do Świetlik. Odcinek do Świetlik został otwarty w grudniu 1909 roku.